# عبد الله بن عون
عبد الله بن عون بن أرطبان المزني الحافظ راوي للحديث النبوي من البصرة الذي كان جزءا من المصادر الأساسية للكتب الستة الستة. وفقا للمصادر فقد درس مع الحسن البصري ومحمد بن سيرين وغيرهم من رواة الأحديث النبوية.

## السيرة
كان عبد الله بن عون مولى لابن برزة المزني وبالتالي فإن اسم النسبة المزني يعود إليه وذكرت مصادر في وقت مبكر أن والدته هي خراسانية. درس في الكوفة والبصرة وقيل أنه جمع ما يزيد عن 7 آلاف حديث نبوي بعد السفر في جميع أنحاء بلاد الشام والحجاز. من منزله في البصرة وبدعم من الأمويين بعد وفاة عثمان بن عفان أدان بشدة مواقف المعتزلة والقدرية (ينبغي عدم الخلط بينهم وبين القادرية). بصرف النظر عن وضعه بأنه مثقف من العصور المبكرة للإسلام فإن بن عون يعتبر مسلم ملتزم ويعرف عنه التواضع ورفض الثروة. هناك العديد من الحكايات التي تسلط الضوء على أسلوبه في استخدام الرثاء والامتناع عن الكلام بسبب الإهمال والصوم والامتناع عن المزاح وتجنب إلحاق الضرر سواء كان ذلك لملك أو دجاجة. بالإضافة إلى ذلك خرج إلى الشام من أجل محاربة غير المسلمين على الحدود البيزنطية. هذه النقطة البارزة تمثل الأوجه المتعددة في التفاني عند المسلمين الأوائل الذين يحتوون على عناصر التعلم والتواضع والحرب. في هذا الصدد فهناك أشخاص مثله على سبيل المثال عبد الله بن المبارك وحيوة بن شريح.